# Gunda Beeg
Gunda Beeg (Alemanya, segle XIX) va ser un dels membres fundadors d'un moviment per reformar el vestit femení entre el segle xix i el segle XX a Alemanya.
Beeg venia d'una família de persones molt actives. El seu avi va ser el fundador del Museu germànic de Nuremberg, el Baró Aufsess. El seu pare era el director del Kunstgewerbe, el Museu de les Arts Industrials de Nuremberg, i la seva mare havia fundat l'Escola professional de la dona de Nuremberg. Begg es va formar a aquesta escola.
Quan va arribar el moment, Beeg va ajudar a impulsar la primera organització alemanya per la millora del vestit de les dones. Ella i altres reformistes del vestit van ser rellevants no només pel que fa a l'evolució estètica i pràctica de la roba de les dones, sinó també per l'emancipació de les dones que van portar a través de la roba.
El servei de telèfon i postal alemany donava feina a més de 25.000 dones. Aquestes dones havien de portar una brusa com a part del seu uniforme obligatori, que a causa del seu disseny els obligava a portar cotilles per sota. Es va constituir un sindicat el 1912, la Unió de les treballadores del telèfon i el telègraf, que es va associar amb l'oficina de reorganització de la vestimenta de Berlín per lluitar per aconseguir canviar l'uniforme. La nova proposta de brusa va ser dissenyada i elaborada per Beeg. Completat el disseny, es va fer servir en una de les oficines de telèfon més importants durant un any per convertir-lo en una "alternativa opcional a l'antiquat". Les dones joves el preferien tant que el suport va ser aclaparador i es va adoptar oficialment com a uniforme de servei civil al final de l'any de prova.

## Publicacions
A més de la seva feina pel que fa a la reforma de vestit, Beeg també va fer un llibre en diversos volums sobre el món de la moda anomenat Lehrbücher der Modenwelt. Va col·laborar amb Hedwig Lechner en el projecte.